# سباستین سوسا
سباستین سوسا (انگلیسی: Sebastián Sosa؛ زادهٔ ۱۹ اوت ۱۹۸۶) بازیکن فوتبال اهل اروگوئه است.
از باشگاه‌هایی که در آن بازی کرده‌است می‌توان به باشگاه فوتبال ولز سارسفیلد، باشگاه فوتبال روساریو سنترال، باشگاه فوتبال پنیارول، باشگاه فوتبال پاچوکا، و باشگاه فوتبال بوکا جونیورز اشاره کرد.
وی همچنین در تیم‌های ملی فوتبال زیر ۲۰ سال اروگوئه، و اروگوئه بازی کرده‌است.